# Mark Burton (guionista)
Mark Louis Burton (Inglaterra, 23 de septiembre de 1960) es un guionista y director especialista en la comedia. Trabajó como guionista en trabajos memorables como Madagascar o Wallace & Gromit: The Curse of the Were-Rabbit. También es conocido por dirigir y escribir Shaun the Sheep Movie, entre otras obras.

## Biografía
Comenzó su carrera en televisión y radio. Después de trabajar en el Departamento de entretenimiento de la radio de BBC, Burton se unió con John O'Farrell y los dos fueron comisionados para la semana que termina por Harry Thompson (quien más tarde nombró a sus dos ratas como mascotas Burton y O'Farrell). La pareja ganó el Premio BBC Light Entertainment Contrato, y se dedicó a escribir o contribuir a un número de serie de la radio, como Little Blighty en el de Down, McKay lo Nuevo y con Pete Sinclair, el multipremiado una mirada retrospectiva a los años noventa y mirar hacia atrás en el futuro en la que Burton también se realizó. Burton también creó la BBC Radio 4 presentado por Clive Anderson.
Burton y O'Farrell recibieron un encargo para Spitting Image en 1988 y al año siguiente se convirtieron en dos de los escritores principales de la serie. También escribieron para Clive Anderson Talks Back, Nick Hancock en Room 101 y Murder Most Horrid, y coescribieron algunos de los enfrentamientos directos de Alas Smith y Jones. En 1993, salieron de Spitting Image y se convirtieron en los primeros escritores acreditados para las partes con guion de Have I Got News for You. También para Hat Trick Productions escribieron una comedia de situación de la BBC1, The Peter Principle, protagonizada por Jim Broadbent (conocido como The Boss en los EE. UU.).

## Guionista
La pareja está acreditado por escribir el "diálogo adicional" de la película de Aardman Chicken Run , pero después de una década de colaboración , Burton y O'Farrell comenzó a trabajar en proyectos independientes. A pesar de que continuó haciendo algo de comedia de televisión de guion (con créditos para 2DTV , Never Mind the Buzzcocks y Mike Bassett : Mánager) Burton comenzó a centrarse en la escritura de guiones, más notable con la animación de DreamWorks Madagascar. Otros de sus principales guion incluyen Wallace & Gromit: The Curse of the Were-Rabbit (que ganó un Oscar en 2006 a la Mejor Película de Animación ) , Gnomeo y Julieta y Aliens in the Attic. Adaptó la novela de su excompañero de escritura para la película ITV " Puede contener nueces "y también escribió y produjo el cortometraje BBC uno de esos días. También el escribió y dirigió con Richard Starzak, Shaun the Sheep Movie.

## Premios y distinciones
Premios Óscar
| Año  | Categoría              | Película              | Resultado |
| ---- | ---------------------- | --------------------- | --------- |
| 2016 | Mejor película animada | Shaun the Sheep Movie | Nominado  |

Globo de oro
| Año  | Categoría              | Película              | Resultado |
| ---- | ---------------------- | --------------------- | --------- |
| 2016 | Mejor película animada | Shaun the Sheep Movie | Nominado  |

Premios BAFTA
| Año  | Categoría                | Película                                       | Resultado |
| ---- | ------------------------ | ---------------------------------------------- | --------- |
| 2006 | Mejor película británica | Wallace & Gromit: The Curse of the Were-Rabbit | Ganador   |
| 2016 | Mejor película animada   | Shaun the Sheep Movie                          | Nominado  |

Premios de La Animación Británica
| Año  | Categoría                  | Película              | Resultado |
| ---- | -------------------------- | --------------------- | --------- |
| 2016 | Mejor Largometraje Animado | Shaun the Sheep Movie | Ganador   |

Annie Awards
| Año  | Categoría                               | Película                                       | Resultado |
| ---- | --------------------------------------- | ---------------------------------------------- | --------- |
| 2006 | Mejor Guion en una película animada     | Wallace & Gromit: The Curse of the Were-Rabbit | Ganador   |
| 2012 | Mejor Guion en una película animada     | Gnomeo y Julieta                               | Nominado  |
| 2016 | Mejor Guion en una película animada     | Shaun the Sheep Movie                          | Nominado  |
| 2016 | Mejor Dirección en una película animada | Shaun the Sheep Movie                          | Nominado  |

Asociación de Críticos de Cine de Toronto
| Año  | Categoría              | Película              | Resultado |
| ---- | ---------------------- | --------------------- | --------- |
| 2015 | Mejor Película Animada | Shaun the Sheep Movie | Ganador   |

Nantucket Film Festival
| Año  | Categoría                                    | Película              | Resultado |
| ---- | -------------------------------------------- | --------------------- | --------- |
| 2015 | Premio de audiencia a mejor película narrada | Shaun the Sheep Movie | 2° lugar  |

Golden Space Needle Award
| Año  | Categoría      | Película              | Resultado |
| ---- | -------------- | --------------------- | --------- |
| 2015 | Mejor película | Shaun the Sheep Movie | Nominado  |

Golden Goblet
| Año  | Categoría       | Película              | Resultado |
| ---- | --------------- | --------------------- | --------- |
| 2015 | Mejor animación | Shaun the Sheep Movie | Nominado  |

Jerusalem Film Festival
| Año  | Categoría                   | Película              | Resultado |
| ---- | --------------------------- | --------------------- | --------- |
| 2015 | Mejor película para jóvenes | Shaun the Sheep Movie | 3° lugar  |

European Film Academy
| Año  | Categoría              | Película              | Resultado |
| ---- | ---------------------- | --------------------- | --------- |
| 2015 | Mejor Película Animada | Shaun the Sheep Movie | Nominado  |